# Broscus crassimargo
Broscus crassimargo es una especie de escarabajo de la familia Carabidae.

## Distribución geográfica
Es endémica de La Gomera, en las islas Canarias (España).